# Roodsnavelbospatrijs
De roodsnavelbospatrijs (Arborophila rubrirostris) is een vogel uit de familie fazantachtigen (Phasianidae). De wetenschappelijke naam van de soort is voor het eerst geldig gepubliceerd in 1879 door Salvadori.

## Voorkomen
De soort is endemisch op Sumatra.

## Beschermingsstatus
Op de Rode Lijst van de IUCN heeft de soort de status veilig.